# Ангарская, Надежда Викторовна
Наде́жда Ви́кторовна Анга́рская (род. 30 ноября 1982, Мирный, Якутская АССР, СССР) — российская актриса и певица, телеведущая. Участница шоу «Comedy Woman» (2010—2019).  Победительница реалити-шоу «Последний герой. Зрители против звёзд» (2020).

## Биография
Родилась 30 ноября 1982 года в якутском городе Мирный. Мать Ольга Владимировна — инженер-электрик, сестра Александра — инженер-строитель. В возрасте пяти лет Надежда вместе с семьёй переехала в Нерюнгри. После окончания школы поступила на математический факультет Якутского государственного университета. В 2004 году окончила университет по специальности «математик − системный программист».
С детства занималась вокалом, окончила музыкальную школу. Выступала с концертами в нерюнгринском Центре культуры и духовности им. А. Пушкина. Исполняла песни в самых разных жанрах. С 1997 года начала участвовать в городских играх КВН в составе местной команды «Дежа Вю» и в дальнейшем стала «фронтвумэн» команды. В 2005 году Ангарская дважды становилась «Мисс КВН» лиги «Азия», в 2006 году завоевала этот же титул на играх лиги «Сибирь». В 2009 году команда «Дежа Вю» попала в Высшую лигу, а в 2010 году на музыкальном фестивале «Голосящий КиВиН» в Юрмале получила приз «Малый КиВиН в светлом».
В Нерюнгри Ангарская преподавала в вокальной студии гуманитарного колледжа. Её концерты пользовались большой популярностью.
Осенью 2010 года стала участницей женского шоу «Comedy Woman» на ТНТ и вскоре переехала из Нерюнгри в Москву. В шоу принимала участие в музыкальных номерах.
Также Ангарская участвовала в конкурсе «Караоке Star», который проводился на канале ТНТ .
В ноябре 2017 года выпустила свой первый видеоклип на песню «Кукла». 28 ноября 2018 года презентовала в московском «Мюзик холле» своё сольное музыкальное шоу «STORIES». Оно включало как музыкальные номера, так и комедийные монологи.
Занимается разработкой собственной коллекции одежды для женщин размеров plus size.
В 2020 году стала победителем реалити-шоу телеканала «ТВ-3» «Последний герой. Зрители против звёзд» и, выиграв квартиру в Москве, покинула игру. В 2021 году снова приняла участие в реалити-шоу «Последний герой. Чемпионы против новичков», но в одиннадцатом выпуске добровольно ушла из проекта, уступив место в финале ранее выбывшему Роману Никкелю.
В 2023 году участвовала во 2 сезоне телешоу «Аватар» на телеканале НТВ, где управляла аватаром «Золушка». Во втором выпуске второго сезона шоу «Аватар», вышедшем в эфир 12 ноября 2023 года, аватар «Золушка» был разоблачён и под ним скрывалась Ангарская.
В 2025 году принимала участие в шестом сезоне шоу перевоплощений «Один в один!» на телеканале Россия-1.

## Личная жизнь
Вышла замуж 6 ноября 2013 года. Муж Раед Бани родом из Иордании, работает в сфере красоты и пишет музыку для арабских исполнителей. Осенью 2015 года у них родился сын Давид. В апреле 2019 года супруги развелись.
В 2012—2013 годах похудела на 30 килограммов: со 120 до 90. После рождения сына набрала вес, но в 2018 году снова сбросила 30 кг.
8 февраля 2023 года вышла замуж за футбольного тренера Николая Федчука (род. 1987). 3 мая 2023 года родился сын Даниил.

## Фильмография
- 2018 — «Снежная Королева: Зазеркалье» (мультфильм) — Лилит[27] (озвучивание)
- 2022 — «Amore more» — Вера

## Дискография
Мини-альбом
- «Кукла» (2017)

Синглы
- «Я просто Женщина» (2017)
- «Последний герой» (2020)
- «Доверяй себе» (2020)

## Награды и премии
- 2007 — премия главы Нерюнгринского района в размере 9 тысяч рублей «за достижения в области культуры»[3].
- 2009 — номинант республиканского конкурса «Якутянин года» в номинации «Открытие года»[3].